# Juan Gabriel Vásquez
Juan Gabriel Vásquez (Bogotá, Colômbia; 1973) é um escritor colombiano.

## Biografia
Estudou Direito na sua cidade natal, na Universidade do Rosario, e após formar-se, partiu para França, onde se instalou em Paris (1996-99). Ali, na Sorbone doutorou-se em Literatura Sul-americana. Depois mudou-se para uma pequena aldeia na região de Ardenas, na Bélgica. Após um ano a viver ali, Vásquez instalou-se em Barcelona, onde residiu até 2012. Actualmente vive em Bogotá (Colômbia).
Vásquez é autor de três romances "oficiais" —Los informantes, Historia secreta de Costaguana e El ruido de las cosas al caer—, apesar de ter escrito outros dois —Persona e Alina suplicante —, quando tinha 23 e 25 anos de idade, que ele prefere ignorar. "Gostaria que me deixassem esquecer essa parte de meu passado. Tomo-me esse direito", disse.

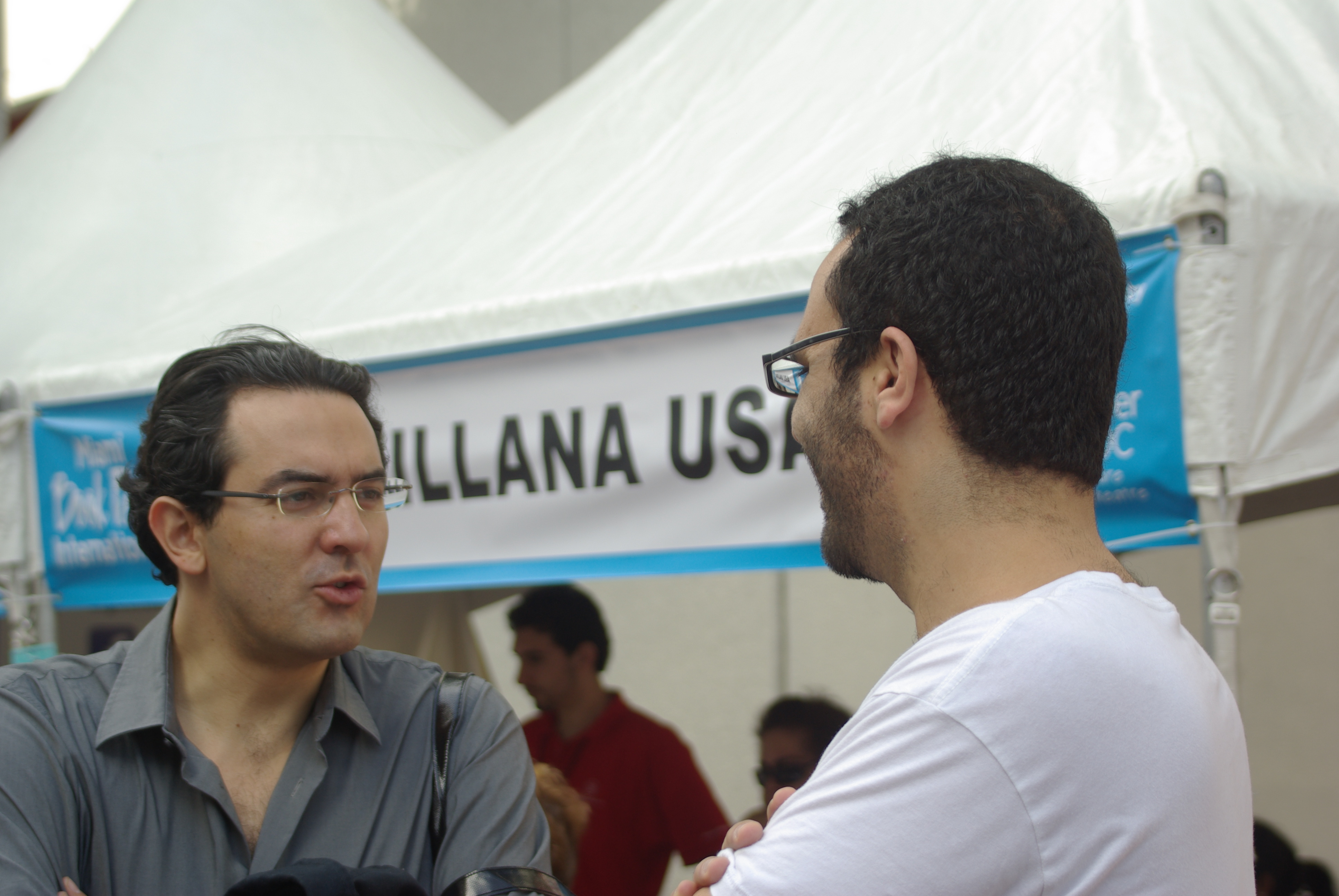
Vásquez conversa com Rodrigo Hasbún
na Feira Internacional do Livro de Miami 2011

Ainda que reconheça a sua dívida a Gabriel García Márquez, a sua obra é uma reacção ao realismo mágico; assim, a propósito de Historia secreta de Costaguana disse: "Quero esquecer-me de toda essa retórica aborrecidíssima da América Latina como continente mágico ou maravilhoso. Em minha novela há uma realidade desmesurada, mas o que é desmesurado nela é a violência e a crueldade de nossa história e da nossa política. Deixe-me que esclareça algo com respeito a essa citação, que claramente se refere, em tom de sarcasmo carinhoso, a Cem anos de solidão. Eu cresci com este romance, e posso dizer que a leitura de Cem anos… em minha adolescência pode ter contribuído muito para a minha vocação, mas acho que todo o lado do realismo mágico é de longe o menos interessante que tem esse romance. Eu proponho ler Cem anos como uma versão distorcida da história colombiana. Aí está o interessante: no que faz Cem anos… com o massacre das Bananeras ou com as guerras civis do século XIX, não nas borboletas amarelas nem nas bichas de porco. Como todas os romances que são grandes para valer, Cem anos de solidão exige dos leitores que a reinventemos. Eu acho que essa reinvenção há que fazê-la esquecendo o realismo mágico. E o que tenho tratado de fazer no meu romance é contar o século XIX colombiano numa chave radicalmente diferente e temo que seja oposto ao que os colombianos têm podido ler até agora". 

## Obra publicada

### Romance
- Persona, Magisterio, 1997
- Alina suplicante, Norma, 1999
- Los informantes, Alfaguara, 2004
- Historia secreta de Costaguana Alfaguara, 2007
- O barulho das coisas ao cair - no original El ruido de las cosas al caer, Alfaguara, 2011
- Las reputaciones, Alfaguara, 2013
- La forma de las ruinas, Alfaguara, 2015
- Volver la vista atrás, Alfaguara, 2020

### Contos
- Los amantes de Todos los Santos, Alfaguara, 2001.
  - Conteúdo: "El regreso", "Los amantes de Todos los Santos", "El inquilino", "En el café de la République", "La soledad del mago", "Lugares para esconderse", "La vida en la isla de Grimsey"
- Canciones para el incendio, Alfaguara, 2018.

### Biografias
- Joseph Conrad: el hombre de ninguna parte, Panamericana, 2004

### Ensaios
- El arte de la distorsión, Alfaguara, 2009

### Outros
- La venganza como prototipo legal alrededor de la Ilíada, conclusão de curso, Universidad de Nuestra Señora del Rosario, 2011

## Prémios e distinções
- Finalista do Independent Foreign Fiction Prize en Reino Unido com Los informantes
- Premio Qwerty pelo melhor livro de narrativa em castelhano (Barcelona) por Historia secreta de Costaguana
- Premio Fundación Libros & Letras pelo melhor livro de ficção (Bogotá) 2007 por Historia secreta de Costaguana
- Premio Alfaguara de Novela 2011 por El ruido de las cosas al caer
- Premio Roger Caillois 2012 (França)
- Premio Gregor von Rezzori 2013 (Itália) por El ruido de las cosas al caer
- Finalista do 1º. Premio Bienal de Novela Mario Vargas Llosa por Las reputaciones (Lima, Perú)
- Premio Literario Internacional IMPAC de Dublín 2014 (Irlanda) por El ruido de las cosas al caer.
- XX Premio Literario San Clemente (España) por Las reputaciones.
- Premio Real Academia Española (RAE) 2014 por Las Reputaciones.
- Prémio Literário Casa da América Latina/Grupo Lena | Criação Literária (2016)